# Гвюдрун Бьярнадоттир
Гвюдрун Мария Бьярнадоттир (исл. Guðrún María Bjarnadóttir; род. 1943, Кеблавик, Исландия) — победительница конкурса Мисс Интернешнл 1963, тогда её титул был известен под названием «The International Beauty of 1963». Конкурс прошёл в Лонг-Биче (Калифорния).
Гвюдрун в 20-летнем возрасте участвовала в конкурсе Мисс Исландия. После этого она победила в конкурсе Мисс Интернешнл, также принимала участие в конкурсе Miss United Nations, проходившем в Пальма-де-Мальорке в Испании, где заняла пятое место.
После международных конкурсов Гвюдрун стала актрисой и остаётся ею по настоящее время.